# Ахобилам
Ахобилам или Аховалам (англ. Ahobhilam, телугу అహోబిలం, хинди अहोबिलं) — индуистское место паломничества, расположенное в талуке Аллагадда округа Курнул, Андхра-Прадеш, Индия.  Находится в 40 км от Нандьяла и в 150 км от окружного центра, города Курнула. Аховалам является важным местом паломничества в Южной Индии, одним из 108 дивья-дешам — важнейших мест паломничества для шри-вайшнавов. Согласно Пуранам, в этом месте Нарасимха (аватара Вишну в образе человекольва) убил демона Хираньякашипу и благословил своего преданного Прахладу. На покрытых лесом холмах Аховалам расположено девять храмов Нарасимхи, в каждом из которых установлено божество этой аватары Вишну:
1. Вараха Нарасимхасвами
2. Малола Нарасимхасвами
3. Йогананда Нарасимхасвами
4. Павана Нарасимхасвами
5. Каранча Нарасимхасвами
6. Чатравата Нарасимхасвами
7. Бхаргава Нарасимхасвами
8. Джвала Нарасимхасвами
9. Ахобила Нарасимхасвами

Согласно легенде, наваграхи достигли своего статуса, поклоняясь этим божествам Нарасимхи.